# 銀座7丁目劇場
銀座7丁目劇場（ぎんざななちょうめげきじょう）は、かつて東京都中央区銀座七丁目にあった、吉本興業が運営していた劇場。吉本の東京進出の拠点となり、極楽とんぼ、ロンドンブーツ1号2号、ペナルティ、DonDokoDon、品川庄司を輩出した。

## 概要
東芝銀座セブンビル内に1994年3月27日開場。開館以前は、東芝のショールームやラジオ番組などの公開録音、晩年はアイドルイベントなどの会場としても使われていた『東芝銀座セブン』（1993年閉場）であり、その跡に設けられた。略称は「銀7」。
オープン前のチラシデザインは漫画家の赤塚不二夫が担当した。小さな東京タワーを抱えたイメージキャラ「スリスリおじさん」と「本当は東京、好きなんですわ」というキャッチコピーが描かれた物だった。
初代支配人は、極楽とんぼのマネージャーをしていたことがある森田耕司が務めた。
開館当初は大阪で爆発的人気を得ていた吉本印天然素材やその弟分グループ・フルーツ大統領、心斎橋筋2丁目劇場のメンバーが出演。1994年に関東ローカル時代の『ぐるぐるナインティナイン』（日本テレビ）、『超天然銀座』（テレビ朝日）の公開収録や、テレビ東京で放送されていた『銀BURA天国』も、この劇場から月曜 - 金曜の夕方に生放送された。また、当時ニッポン放送では、この劇場名に因んだタイトルの『ラジオ7丁目劇場』が『オールナイトニッポン』内などで放送されていた。その後、徐々に極楽とんぼやココリコなどの東京勢に比重が置かれるようになり、1995年以降は東京NSC出身者も加わる。
大阪で礼儀作法を十分に学んできた「天然素材メンバー」や「2丁目メンバー」が初期のうちに抜け、東京組が劇場を取り仕切るようになったころを回顧して、加藤浩次は「無法地帯」、田村淳は「学校みたいだった」と振り返っている。極楽とんぼを筆頭に天然素材メンバーや関西勢に口を聞くなと耳打ちしていた時期もあった。
同年にテレビ静岡がオープンしたメディアシティ静岡内の「百人劇場」に「吉本・伝馬町劇場」として銀座7丁目劇場の一部メンバー（チュパチャップス、ココリコ、DonDokoDonなど）が出張していたほか、『吉本・伝馬町劇場 生だ! SHIZUOKA金ゴロー』が生放送されていた。これをきっかけにDonDokoDonやペナルティがテレビ静岡で番組レギュラーを持った。
1999年に閉館。翌2000年に東芝銀座セブンビルは建て替えられ、ZARAの店舗などが入るビルとなった。
銀座7丁目劇場と渋谷公園通り劇場が相次いで閉館になった事で、2001年のルミネtheよしもとの開館までの間、東京吉本の若手芸人たちはホームグラウンドといえる舞台を失う事となり、先行して売れた芸人は番組出演やビルの会議室を借りてのイベントでネタ披露を行い、若手芸人は路上でライブを行うなど苦難の日々を送った。スピードワゴンのようにこの時期に吉本に見切りをつけ、他の事務所に移った者もいる。
ロンドンブーツ1号2号やペナルティなど7丁目劇場出身者からは思い入れの強い劇場である。その反面雨上がり決死隊やナインティナインなどの天然素材メンバーからは天然素材ブームからの強制的な東京進出と強引な劇場出演により、後にナインティナインからは「失敗した劇場」と揶揄されており、それぞれの7丁目劇場の印象は180度違うものとなっている。
2012年4月8日にリニューアルオープンしたなんばグランド花月で開催された「吉本興業創業100周年特別公演」にて、加藤浩次、ココリコ、ロンドンブーツ1号2号、ペナルティ、品川庄司の「銀7メンバー」が集結し、出演した。

## お笑い虎の穴TOKYO
銀座7丁目劇場には、看板芸人の発掘を目的とした所属芸人のピラミッド構造のランク分けシステムが存在した。これを「お笑い虎の穴TOKYO」と呼び、トップに位置する「GOVERNMENT ISSUE」とその予備軍候補の、ネタを披露できる時間が異なる「1分組」「2分組」「3分組」とネタ時間5分の「私服組」にランク分けされていた。いずれも毎週行われるオーディション形式のライブでの観客と審査員による投票でランクが決められるようになっており、1人あたり0 - 3点の点数をつける（観客と審査員計150人の場合は450点満点となる）。1 - 3分組は公平性のために衣装は黒一色のみと規定され、「黒服組」と総称されていた。ランク上位への昇格条件は以下の通りである。
- 1分組：150点以上獲得で上位へ
- 2分組：225点以上獲得で上位へ
- 3分組：188点以上を3ヶ月間（10回）キープで上位へ

劇場開設当時のGOVERNMENT ISSUEのメンバーは極楽とんぼ、夏生、ロンドンブーツ1号2号、ペナルティ、桧・友野、はりけ〜んず、インパクト、ツインカム、ココリコ、DonDokoDon、チョコチップの11組であった。

## 出演していた主な芸人
- 吉本印天然素材
  - 雨上がり決死隊（解散）
  - FUJIWARA
  - バッファロー吾郎
  - ナインティナイン
  - へびいちご
  - チュパチャップス（解散）
- シェイクダウン（解散）
- スミス夫人（解散）
- 杉岡みどり
- 海原やすよ・ともこ
- 中川家
- LaLaLa（解散）
- ハリガネロック（解散）
- 極楽とんぼ
- インパクト（解散）
- 本田みずほ
- はりけ〜んず
- 友野英俊
- 桧博明
- ツインカム（解散）
- ココリコ
- ロンドンブーツ1号2号
- DonDokoDon（事実上の解散）
- ペナルティ
- チープスープ（解散。メンバーの成島敏晴は俳優として活動。衛藤幸生はjealkbのリーダー・elsaとして活動）
- なかよし（解散）
- ウルグアイパラグアイ（解散）
- ピンポイント（解散。メンバーの高瀬は引退。五十嵐はラーメン屋を開業、後に閉店）
- ダブルモッシュ
- 山崎圭介
- シベリア文太
- モリマン
- おかしな２人
- ダイノジ
- まちゃまちゃ
- ガレッジセール
- 品川庄司
- チャイルドマシーン（解散）
- フルーツ大統領
  - おはよう。（解散）
  - ブラザース（解散）
  - COWCOW
  - シンドバッド（解散。メンバーの鈴木つかさはザ・プラン9で活動後、ピン芸人として活動）
  - ビリジアン（解散）
  - スキヤキ（解散）
- マグニチュード（解散。メンバーの井戸田潤はスピードワゴンで活動）
- 幹てつや
- ハローバイバイ（解散）
- Bコース（解散）
- トーメン団地（解散）
- カラテカ
- カリカ
- サカイスト
- ガラクタパンチ（解散。メンバーの菊池はギンナナで活動した）
- 佐久間一行
- トータルテンボス
- インパルス
- 森三中
- ロバート
- 金星ゴールドスターズ（解散。メンバーのハンバーグは引退。宮崎は椿鬼奴の芸名で活動）
- POISON GIRL BAND（活動休止）
- コンマニセンチ（解散）
- アホマイルド（解散）